# András Horváth (Eishockeyspieler)
András Horváth (ungarisch Horváth András; * 8. April 1976 in Budapest) ist ein ehemaliger ungarischer Eishockeyspieler, der für Alba Volán Székesfehérvár über 300 Spiele in der österreichischen Eishockeyliga absolvierte.

## Karriere
András Horváth begann seine Karriere als Eishockeyspieler in der Jugend von Dunaferr SE Dunaújváros, für dessen Profimannschaft er von 1994 bis 2005 in der ungarischen Eishockeyliga aktiv war. In dieser Zeit gewann der Verteidiger vier Mal den nationalen Meistertitel (1996, 1998, 2000 und 2002) und sieben Mal den nationalen Pokalwettbewerb (1996, 1997, 1999, 2001, 2002, 2003 und 2004) mit seiner Mannschaft. Des Weiteren wurde der Rechtsschütze sechs Mal Vizemeister (1997, 1999, 2001, 2003, 2004, 2005) mit Dunaferr SE Dunaújváros. Anschließend wechselte der Nationalspieler im Sommer 2005 zu deren Ligarivalen Újpesti TE, für den er die folgenden beiden Spielzeiten aktiv war, ehe er zur Saison 2007/08 einen Vertrag bei Alba Volán Székesfehérvár erhielt, für den er parallel in der Österreichischen Eishockey-Liga und der ungarischen Eishockeyliga auf dem Eis stand. In den Jahren 2008, 2009, 2010, 2011 und 2012 gewann er mit Alba Volán jeweils den ungarischen Meistertitel. 2007 und 2013 errang er mit dem Team den Pokalsieg. Nachdem er die Spielzeit 2013/14 beim Újpesti TE in der MOL Liga verbracht hatte, wechselte er im Sommer 2014 zum Liga- und Lokalkonkurrenten Ferencvárosi TC, wo er 2015 seine Karriere beendete.

### International
Für Ungarn nahm Horváth im Juniorenbereich an der U18-Junioren-B-Europameisterschaft 1994 sowie der U20-Junioren-C-Weltmeisterschaft 1995 teil. 
Im Seniorenbereich stand er im Aufgebot seines Landes bei der B-Weltmeisterschaft 1999, den C-Weltmeisterschaften 1995, 1996, 1997, 1998 und 2000 sowie nach der Umstellung auf das heutige Kategoriensystem bei den Weltmeisterschaften der Division I 2001, 2002, 2003, 2004, 2005, 2006, 2007, 2008, 2010, als er zum besten Verteidiger des Turniers gewählt wurde, 2011, als er zweitbester Torvorbereiter hinter seinem Landsmann Balázs Ladányi und drittbester Scorer hinter seinen Landsleuten Ladányi und István Sofron war, 2012 und 2013 sowie bei der Weltmeisterschaft der Top-Division 2009. Zudem vertrat er seine Farben bei den Qualifikationsturnieren für die Olympischen Winterspiele 2006 in Turin, 2010 in Vancouver und 2014 in Sotschi.

## Erfolge und Auszeichnungen
| - 1996 Ungarischer Pokalsieger mit Dunaferr SE Dunaújváros - 1996 Ungarischer Meister mit Dunaferr SE Dunaújváros - 1997 Ungarischer Pokalsieger mit Dunaferr SE Dunaújváros - 1997 Ungarischer Vizemeister mit Dunaferr SE Dunaújváros - 1998 Ungarischer Meister mit Dunaferr SE Dunaújváros - 1999 Ungarischer Pokalsieger mit Dunaferr SE Dunaújváros - 1999 Ungarischer Vizemeister mit Dunaferr SE Dunaújváros - 2000 Ungarischer Meister mit Dunaferr SE Dunaújváros - 2001 Ungarischer Vizemeister mit Dunaferr SE Dunaújváros - 2001 Ungarischer Pokalsieger mit Dunaferr SE Dunaújváros - 2002 Ungarischer Meister mit Dunaferr SE Dunaújváros - 2002 Ungarischer Pokalsieger mit Dunaferr SE Dunaújváros | - 2003 Ungarischer Vizemeister mit Dunaferr SE Dunaújváros - 2003 Ungarischer Pokalsieger mit Dunaferr SE Dunaújváros - 2004 Ungarischer Vizemeister mit Dunaferr SE Dunaújváros - 2004 Ungarischer Pokalsieger mit Dunaferr SE Dunaújváros - 2005 Ungarischer Vizemeister mit Dunaferr SE Dunaújváros - 2007 Ungarischer Pokalsieger mit Alba Volán Székesfehérvár - 2008 Ungarischer Meister mit Alba Volán Székesfehérvár - 2009 Ungarischer Meister mit Alba Volán Székesfehérvár - 2010 Ungarischer Meister mit Alba Volán Székesfehérvár - 2011 Ungarischer Meister mit Alba Volán Székesfehérvár - 2012 Ungarischer Meister mit Alba Volán Székesfehérvár - 2013 Ungarischer Pokalsieger mit Alba Volán Székesfehérvár |

### International
| - 2000 Aufstieg in die B-Gruppe bei der C-Weltmeisterschaft - 2008 Aufstieg in die Top-Division bei der Weltmeisterschaft der Division I | - 2009 Top-3-Spieler Ungarns bei der Weltmeisterschaft - 2010 Bester Verteidiger der Weltmeisterschaft der Division I, Gruppe B |

## Statistik
(Stand: Ende der Saison 2014/15)